# Чивителла-Альфедена
Чивителла-Альфедена (итал. Civitella Alfedena) — коммуна в Италии, расположена в регионе Абруццо, подчиняется административному центру Л’Акуила.
Население составляет 310 человек (на 2005 г.), плотность населения составляет 10,52 чел./км². Занимает площадь 29,47 км². Почтовый индекс — 67030. Телефонный код — 0864.
Покровительницей коммуны почитается святая Лючия, празднование 13 декабря и во второе воскресение июля.

## Города-побратимы
- Каналь-Сан-Бово, Италия